# Oedaleus carvalhoi
Oedaleus carvalhoi är en insektsart som beskrevs av Bolívar, I. 1889. Oedaleus carvalhoi ingår i släktet Oedaleus och familjen gräshoppor. Inga underarter finns listade i Catalogue of Life.